# Jean-Jacques Antier
Jean-Jacques Antier (* 6. Oktober 1928 in Rouen, Département Seine-Maritime; † 1. Januar 2023 in Tunesien) war ein französischer Schriftsteller.

## Leben
Antier besuchte das Lycée Corneille und die École Bellefonds (Institution Jean-Paul II) in seiner Heimatstadt. Anschließend begann er als Journalist für einige Zeitungen der Region zu arbeiten.
Daneben entstanden mit den Jahren Romane, aber auch marine-historische Werke, die – gleich seinen Biographien – vom Publikum wie auch von der offiziellen Kritik hochgelobt wurden. Seine eher spirituellen Werke veröffentlichte er unter dem Pseudonym Jean-Jacques.
Er starb am 1. Januar 2023 im Alter von 94 Jahren in Tunesien.

## Ehrungen
- 1994 Prix Claude-Farrère für den Roman Autant en apporte la mer.
- 2008 Prix Corail du livre de mer für den Roman  Tempête sur Armen.

## Werke (Auswahl)

### Unter Jean-Jacques Antier
Biographien
- Marthe Robin. Le voyage immobile. Perrin, Paris 2006, ISBN 2-262-02477-4 (EA Paris 1992).
- Alexis Carrel. La tentation de l'absolu. Rocher, Paris 1994, ISBN 2-268-01743-5.
- Charles de Foucauld. Perrin, Paris 1997, ISBN 2-262-01074-9.
- La vie de Jean Guitton. Perrin, Paris 1999, ISBN 2-262-01479-5.
- C. G. Jung, Presses de la Renaissance, Paris 2010, ISBN 978-2-7509-0546-0.
- Le cure d'Ars. Un saint dans la tourmente. Perrin, Paris 2006, ISBN 2-262-02266-6.
- Pierre Teilhard de Chardin ou la force de l'amour. Presses de la Renaissance, Paris 2011, ISBN 978-2-7509-0602-3.

Marine-historische Werke
- Histoire mondiale de sous-marins. Laffont, Paris 1968.
- Histoire maritime de la première guerre mondiale. France-Empire, Paris 1992, ISBN 2-7048-0698-5 (zusammen mit Paul Chack).
- L'Aventure héroïque des sous-marins français. 1939–1945. EMOM, Rennes 1984, ISBN 2-7373-1191-8.
- La bataille des convois de Mourmansk. Preesses de la Cité, Paris 1981, ISBN 2-258-00858-1.
- La bataille de Malte. 19401943. Presses de la Cité, Paris 1982, ISBN 2-258-01193-0.
- La bataille des Philippines, Leyte 1944. Presses de la Cité, Paris 1985, ISBN 2-258-01626-6.
- Pearl Harbor. 7. decembre 1941. Presses de la Cité, Paris 1988, ISBN 2-258-02133-2.
- La flotte se saborde, Toulouse 1942. Presses de la Cité, Paris 1992, ISBN 2-258-03269-5.

Regionalgeschichtliche Werke
- Le Comté de Nice. France-Empire, Paris 1992, ISBN 2-7048-0693-4 (EA Paris 1972)
- La Côte d’Azur. Ombres et lumières. France-Empire, Paris 1972.
- Les Îles de Lérins. Éditions Solar, Paris 1979.
- Grands heures des îles de Lérins. Perrin, Paris 1975.
- La côte d'Azur (Histoire d'amour des provinces de France; Bd. 7). Presses de la Cité, Paris 1976.

Romane
- Opération avion sous-marin. France-Empire, Paris 1980 (EA Paris 1968).
- Les prisonniers de l'horizon. France-Empire, Paris 1971, ISBN 2-905970-38-3.
- La croisade des innocents. Presses de la Cité, Paris 1996, ISBN 2-258-04078-7.
- Le rendez-vous de Marie-Galante. Presses de la Cité, Paris 2000, ISBN 2-258-04631-9.
- Le sixième condamné de l'espérance. Presses de la Cité, Paris 2004, ISBN 2-258-06554-2.
- Tempête sur Armen. Presses de la Cité, Paris 2007, ISBN 978-2-258-07243-5.
- La prisonnière des mers du sud. Presses de la Cité, Paris 2009, ISBN 978-2-258-07985-4.
- Le convoi de l'espoir. Calman-Lévy, Paris 2013, ISBN 978-2-7021-4391-9.
- Autant en apporte la mer. Presses de la Cité, Paris 1993, ISBN 2-258-03561-9.

### Unter dem Pseudonym Jean-Jacques
- Lérins. L'île sainte de la Côte d'Azur. Édition SOS, Paris 1988, ISBN 2-7185-0985-6 (EA Paris 1973).
- Carrel cet inconnu. Édition SOS, Paris 1974, ISBN 2-7185-0779-9.
- Le pèlerinage retrouvé. Centurion, Paris 1979, ISBN 2-227-35506-9.
- La soif de Dieu. Cerf, Paris 1981[2]
  - Flucht aus der Welt? Fragen an Ordensleute. Herder, Freiburg/B. 1982, ISBN 3-451-19708-1.
- L'appel de Dieu. Cerf, Paris 1982, ISBN 2-204-01818-X.[2]
- Le mysticisme féminine. Épouses du Christ. Perrin, Paris 2000, ISBN 2-262-01298-9.